# Алькантара, Тьяго
Тья́го Алька́нтара ду Насиме́нту (порт. Thiago Alcântara do Nascimento; исп. Thiago Alcántara do Nascimento (del Nascimento); род. 11 апреля 1991[…], Сан-Пьетро-Вернотико, Апулия) — испанский футболист, выступавший на позиции полузащитника. Двукратный победитель Лиги чемпионов УЕФА (2010/2011, 2019/20) в составе «Барселоны» и мюнхенской «Баварии». Полуфиналист чемпионата Европы 2020 года.

## Игровая карьера

### «Барселона»
В 2005 году 14-летний Тьяго оказался в молодёжной системе «Барселоны». Несколько лет он выступал за молодёжные команды различных возрастных категорий, а в сезоне 2008/2009 был переведён в резервную команду клуба, за которую сыграл 25 матчей. 17 мая 2009 года в матче против «Мальорки» Тьяго дебютировал за основной состав.
В сезоне 2009/10 Тьяго продолжил выступать за «Барселону B», за которую провёл 18 матчей. Также в том сезоне он сыграл два матча за основной состав. В одном из этих матчей, 20 февраля 2010 года против «Расинга», он забил свой первый гол за клуб. В сезоне 2010/2011 Тьяго играл за «Барселону» уже регулярно, в общей сложности он провёл в том сезоне за основной состав 17 матчей. 29 июня 2011 года Тьяго подписал с «Барселоной» новый контракт, срок действия которого был рассчитан до 30 июня 2015 года, а суммой отступных составляла 30 млн евро.
В сезоне 2011/12 тренер Хосеп Гвардиола сделал Тьяго полноценным игроком основного состава «Барселоны». В том сезоне полузащитник сыграл 45 матчей и забил 4 гола в различных турнирах, помог команде выиграть Суперкубок Европы, Суперкубок Испании и клубный чемпионат мира. В следующем сезоне Тьяго сыграл меньше матчей — 36 и забил в них три гола, во многом причиной тому была травма. Он также помог команде выиграть чемпионат Испании в сезоне 2012/13.

### «Бавария»
14 июля 2013 года на официальном твиттере «Баварии» была опубликована запись о договорённости с руководством «Барселоны» о сумме трансфера молодого игрока. Переход Тьяго обошёлся мюнхенцам в €20 млн. На перспективного полузащитника претендовали «Манчестер Юнайтед» и «Реал Мадрид», но Алькантара предпочёл им «Баварию», так как хотел продолжить играть под руководством Хосепа Гвардиолы.
В 2014/15 Тьяго забил 2 гола и сделал одну результативную передачу. Выиграл с Баварией Бундеслигу, вышел в полуфинал Лиги Чемпионов.
В 2015/16 Испанец усилил свою статистику, забив 6 голов во всех турнирах Германии и сделав 8 голевых передач.16 марта 2016 года в ответном матче 1/8 финала Лиги Чемпионов Бавария обыграла Ювентус со счетом 4:2, Алькантара забил гол на дополнительной 108-й минуте и вывел свою команду в 1/4 финала. За этот сезон Тьяго выиграл Чемпионат Германии, Суперкубок Германии и стал обладателем Кубка Германии.
В 2016/17 сезоне Алькантара провел 45 матчей за Баварию во всех турнирах, забил 9 голов и сделал 6 результативных передач. 15 февраля 2017 года в плей-офф Лиги Чемпионов в матче с Лондонским Арсеналом забил 2 гола и отдал одну голевую передачу. Бавария тогда выиграла матч с крупным счётом 5:1, а Алькантара стал лучшим игроком матча. В этом сезоне он стал Чемпионом Германии и Обладателем Суперкубка Германии.
В сезоне 2019/20 Алькантара стал обладателем Лиги Чемпионов в составе Баварии.

### «Ливерпуль»
18 сентября «Ливерпуль» объявил о подписании долгосрочного контракта с игроком. Стоимость трансфера составила 20 миллионов фунтов стерлингов плюс возможные бонусы в размере пяти миллионов.
20 сентября игрок дебютировал за новый клуб, выйдя на замену в перерыве гостевого матча чемпионата Англии против «Челси». За второй тайм испанец отдал в общей сложности 75 точных передач, что является абсолютным рекордом Премьер-лиги. Матч закончился победой «Ливерпуля» со счетом 0:2.
29 сентября из официально опубликованной «Ливерпулем» информации стало известно, что игрок сдал положительный тест на коронавирус и находится на самоизоляции. После окончания контракта с Ливерпулем, 7 июля 2024 года объявил о завершении карьеры.

## Тренерская карьера
После завершения карьеры стал техническим ассистентом в «Барселоне», но уже 16 августа покинул пост по собственному желанию.

## Международная карьера
Главный тренер испанцев Висенте дель Боске вызвал Тьяго на товарищеский матч 10 августа 2011 года против сборной Италии. Матч закончился поражением испанцев со счетом 1:2. Принимал участие в молодёжном ЕВРО 2013. В финале Испания встречалась с Италией, матч закончился 4:2 в пользу Испании, Алькантара оформил хет-трик.

## Личная жизнь
Отец — бразильский футболист, чемпион мира 1994 года Мазиньо. Именно в связи с карьерой отца Тьяго родился в Италии, где Мазиньо тогда выступал за «Лечче». Мать — бразильская волейболистка Валерия Алкантара. Младший брат — бразильский футболист Рафинья (играл за юниорские сборные Испании, но затем выступал за взрослую сборную Бразилии).
Часто указывается, что испанский футболист бразильского происхождения Родриго является двоюродным братом Тьяго и Рафиньи, но на самом деле отец Родриго Адалберто, выступавший за «Фламенго», является лишь другом Мазиньо.
Тьяго является билингвом, поскольку одинаково владеет испанским и португальским языком.

## Достижения

### Командные
«Барселона»
- Чемпион Испании (4): 2008/09, 2009/10, 2010/11, 2012/13
- Обладатель Кубка Испании (2): 2008/09, 2011/12
- Обладатель Суперкубка Испании (2): 2010, 2011
- Победитель Лиги чемпионов УЕФА: 2010/11
- Обладатель Суперкубка УЕФА: 2011
- Победитель Клубного чемпионата мира: 2011

«Бавария»
- Чемпион Германии (7): 2013/14, 2014/15, 2015/16, 2016/17, 2017/18, 2018/19, 2019/20
- Обладатель Кубка Германии (4): 2013/14, 2015/16, 2018/19, 2019/20
- Обладатель Суперкубка Германии (3): 2016, 2017, 2018
- Обладатель Суперкубка УЕФА: 2013
- Победитель Клубного чемпионата мира: 2013
- Победитель Лиги чемпионов УЕФА: 2019/20

«Ливерпуль»
- Обладатель Кубка Англии: 2021/22
- Обладатель Суперкубка Англии: 2022
- Обладатель Кубка Футбольной лиги: 2021/22

Сборная Испании (до 17 лет)
- Чемпион Европы (среди юношей до 17 лет): 2008

Сборная Испании (до 21 года)
- Чемпион Европы среди молодёжи (2): 2011, 2013

### Личные
- Входит в символическую сборную года по версии УЕФА: 2020
- Символическая сборная Лиги чемпионов УЕФА: 2019/20[13]
- Включён в «команду года» по версии FIFPro: 2020
- Команда года по версии ПФА: 2021/22

## Статистика выступлений

### Клубная статистика
| Выступление      | Выступление      | Выступление      | Лига | Лига | Кубок страны | Кубок страны | Еврокубки | Еврокубки | Другие | Другие | Итого | Итого |
| Клуб             | Лига             | Сезон            | Игры | Голы | Игры         | Голы         | Игры      | Голы      | Игры   | Голы   | Игры  | Голы  |
| ---------------- | ---------------- | ---------------- | ---- | ---- | ------------ | ------------ | --------- | --------- | ------ | ------ | ----- | ----- |
| Барселона Б      | Терсера          | 2008/09          | 5    | 0    | —            | —            | —         | —         | —      | —      | 5     | 0     |
| Барселона Б      | Сегунда В        | 2009/10          | 25   | 0    | —            | —            | —         | —         | —      | —      | 25    | 0     |
| Барселона Б      | Сегунда          | 2010/11          | 18   | 3    | —            | —            | —         | —         | —      | —      | 18    | 3     |
| Барселона Б      | Сегунда          | 2011/12          | 11   | 0    | —            | —            | —         | —         | —      | —      | 11    | 0     |
| Барселона Б      | Итого            | Итого            | 59   | 3    | —            | —            | —         | —         | —      | —      | 59    | 3     |
| Барселона        | Примера          | 2008/09          | 1    | 0    | 0            | 0            | 0         | 0         | 0      | 0      | 1     | 0     |
| Барселона        | Примера          | 2009/10          | 1    | 1    | 1            | 0            | 0         | 0         | 0      | 0      | 2     | 1     |
| Барселона        | Примера          | 2010/11          | 12   | 2    | 3            | 1            | 1         | 0         | 0      | 0      | 16    | 3     |
| Барселона        | Примера          | 2011/12          | 27   | 2    | 8            | 2            | 7         | 0         | 3      | 0      | 45    | 4     |
| Барселона        | Примера          | 2012/13          | 27   | 2    | 7            | 1            | 2         | 0         | 0      | 0      | 36    | 3     |
| Барселона        | Итого            | Итого            | 68   | 7    | 19           | 4            | 10        | 0         | 3      | 0      | 100   | 11    |
| Бавария          | Бундеслига       | 2013/14          | 16   | 2    | 2            | 0            | 4         | 0         | 3      | 1      | 25    | 3     |
| Бавария          | Бундеслига       | 2014/15          | 7    | 0    | 2            | 0            | 4         | 2         | 0      | 0      | 13    | 2     |
| Бавария          | Бундеслига       | 2015/16          | 27   | 2    | 5            | 1            | 9         | 1         | 1      | 0      | 42    | 4     |
| Бавария          | Бундеслига       | 2016/17          | 27   | 6    | 4            | 1            | 9         | 2         | 1      | 0      | 41    | 9     |
| Бавария          | Бундеслига       | 2017/18          | 19   | 2    | 3            | 2            | 10        | 3         | 0      | 0      | 32    | 7     |
| Бавария          | Бундеслига       | 2018/19          | 30   | 2    | 6            | 0            | 5         | 0         | 1      | 1      | 42    | 3     |
| Бавария          | Бундеслига       | 2019/20          | 24   | 3    | 5            | 0            | 10        | 0         | 1      | 0      | 40    | 3     |
| Бавария          | Итого            | Итого            | 150  | 17   | 27           | 4            | 51        | 8         | 7      | 2      | 235   | 31    |
| Ливерпуль        | Премьер-лига     | 2020/21          | 24   | 1    | 2            | 0            | 4         | 0         | 0      | 0      | 30    | 1     |
| Ливерпуль        | Премьер-лига     | 2021/22          | 25   | 1    | 4            | 0            | 10        | 1         | 0      | 0      | 39    | 2     |
| Ливерпуль        | Премьер-лига     | 2022/23          | 18   | 0    | 3            | 0            | 5         | 0         | 2      | 0      | 28    | 0     |
| Ливерпуль        | Итого            | Итого            | 67   | 2    | 9            | 0            | 19        | 1         | 2      | 0      | 97    | 3     |
| Всего за карьеру | Всего за карьеру | Всего за карьеру | 344  | 29   | 55           | 8            | 80        | 9         | 12     | 2      | 491   | 48    |

### Матчи и голы за сборные
| Матчи и голы Тьяго за молодёжную сборную Испании | Матчи и голы Тьяго за молодёжную сборную Испании | Матчи и голы Тьяго за молодёжную сборную Испании | Матчи и голы Тьяго за молодёжную сборную Испании | Матчи и голы Тьяго за молодёжную сборную Испании | Матчи и голы Тьяго за молодёжную сборную Испании |
| №                                                | Дата                                             | Оппонент                                         | Счёт                                             | Голы Тьяго                                       | Соревнование                                     |
| ------------------------------------------------ | ------------------------------------------------ | ------------------------------------------------ | ------------------------------------------------ | ------------------------------------------------ | ------------------------------------------------ |
| 1                                                | 2 сентября 2010                                  | Нидерланды                                       | 2:1                                              | —                                                | Отборочные матчи ЧЕ-2011                         |
| 2                                                | 7 сентября 2010                                  | Польша                                           | 1:0                                              | —                                                | Отборочные матчи ЧЕ-2011                         |
| 3                                                | 9 октября 2010                                   | Хорватия                                         | 2:1                                              | —                                                | Отборочные матчи ЧЕ-2011                         |
| 4                                                | 12 октября 2010                                  | Хорватия                                         | 3:0                                              | —                                                | Отборочные матчи ЧЕ-2011                         |
| 5                                                | 8 февраля 2011                                   | Дания                                            | 2:1                                              | —                                                | Товарищеский матч                                |
| 6                                                | 28 марта 2011                                    | Беларусь                                         | 1:1                                              | —                                                | Товарищеский матч                                |
| 7                                                | 5 июня 2011                                      | Россия                                           | 1:1                                              | —                                                | Товарищеский матч                                |
| 8                                                | 12 июня 2011                                     | Англия                                           | 1:1                                              | —                                                | Финальные матчи ЧЕ-2011                          |
| 9                                                | 15 июня 2011                                     | Чехия                                            | 2:0                                              | —                                                | Финальные матчи ЧЕ-2011                          |
| 10                                               | 19 июня 2011                                     | Украина                                          | 3:0                                              | —                                                | Финальные матчи ЧЕ-2011                          |
| 11                                               | 22 июня 2011                                     | Беларусь                                         | 3:1                                              | —                                                | Финальные матчи ЧЕ-2011                          |
| 12                                               | 25 июня 2011                                     | Швейцария                                        | 2:0                                              | 1                                                | Финальные матчи ЧЕ-2011                          |
| 13                                               | 14 ноября 2011                                   | Швейцария                                        | 3:0                                              | 1                                                | Отборочные матчи ЧЕ-2013                         |

Итого: 13 матча / 2 гола; 10 побед, 3 ничьи, 0 поражений.
| Матчи и голы Тьяго за сборную Испании | Матчи и голы Тьяго за сборную Испании | Матчи и голы Тьяго за сборную Испании | Матчи и голы Тьяго за сборную Испании | Матчи и голы Тьяго за сборную Испании | Матчи и голы Тьяго за сборную Испании |
| №                                     | Дата                                  | Оппонент                              | Счёт                                  | Голы Тьяго                            | Соревнование                          |
| ------------------------------------- | ------------------------------------- | ------------------------------------- | ------------------------------------- | ------------------------------------- | ------------------------------------- |
| 1                                     | 10 августа 2011                       | Италия                                | 1:2                                   | —                                     | Товарищеский матч                     |
| 2                                     | 2 сентября 2011                       | Чили                                  | 3:2                                   | —                                     | Товарищеский матч                     |
| 3                                     | 6 сентября 2011                       | Лихтенштейн                           | 6:0                                   | —                                     | Отборочные матчи ЧЕ-2012              |
| 4                                     | 15 августа 2013                       | Эквадор                               | 2:0                                   | —                                     | Товарищеский матч                     |

Итого: 4 матча / 0 голов; 3 победы, 0 ничьих, 1 поражение.